# Edane
Edane è un'area urbana della Svezia situata nel comune di Arvika, contea di Västra Götaland.
La popolazione rilevata nel censimento 2010 era di 706 abitanti .